# Saltos ornamentais nos Jogos Pan-Americanos de 1995
As competições de saltos ornamentais nos Jogos Pan-Americanos de 1995 foram realizadas em Mar del Plata, Argentina. Esta foi a décima  segunda edição do esporte nos Jogos Pan-Americanos. 

## Masculino

### Trampolim de 1 metro
| POSIÇÃO | ATLETA                |
| ------- | --------------------- |
|         | Dean Panaro (USA)     |
|         | Fernando Platas (MEX) |
|         | Abel Ramírez (CUB)    |

### Trampolim de 3 metros
| POSIÇÃO | ATLETA                |
| ------- | --------------------- |
|         | Fernando Platas (MEX) |
|         | Mark Bradshaw (USA)   |
|         | David Bedard (CAN)    |

### Plataforma de 10 metros
| POSIÇÃO | ATLETA                |
| ------- | --------------------- |
|         | Fernando Platas (MEX) |
|         | Juan Acosta (MEX)     |
|         | Patrick Jeffrey (USA) |

## Feminino

### Trampolim de 1 metro
| POSIÇÃO | ATLETA                |
| ------- | --------------------- |
|         | Mayte Garbey (CUB)    |
|         | Annie Pelletier (CAN) |
|         | Catherine Zarse (USA) |

### Trampolim de 3 metros
| POSIÇÃO | ATLETA                |
| ------- | --------------------- |
|         | Annie Pelletier (CAN) |
|         | Melisa Moses (USA)    |
|         | Bobbi McPherson (CAN) |

### Plataforma de 10 metros
| POSIÇÃO | ATLETA               |
| ------- | -------------------- |
|         | Anne Montminy (CAN)  |
|         | Angela Trostel (USA) |
|         | Rebecca Ruehl (USA)  |

## Quadro de medalhas
| Posição | Nação              |   |   |   | Total |
| ------- | ------------------ | - | - | - | ----- |
| 1       | MEX México         | 2 | 2 | 0 | 4     |
| 2       | CAN Canadá         | 2 | 1 | 2 | 5     |
| 3       | USA Estados Unidos | 1 | 3 | 3 | 7     |
| 4       | CUB Cuba           | 1 | 0 | 1 | 2     |
| Total   | Total              | 6 | 6 | 6 | 18    |